# Rajella paucispinosa
Rajella paucispinosa is een vissensoort uit de familie van de Rajidae. De wetenschappelijke naam van de soort is voor het eerst geldig gepubliceerd in 2014 door Weigmann, Stehmann en Thiel.